# Ministerium für Kultur (Ägypten)
Das ägyptische Kulturministerium ist ein Ministerium, das für die Pflege und Förderung der ägyptischen Kultur zuständig ist.

## Geschichte und Struktur
Nach der Unabhängigkeit Ägyptens von Großbritannien während der Revolution im Juli 1952 richtete das neue Regime im November desselben Jahres das Ministerium für Nationale Führung ein und übertrug ihm weitreichende Zuständigkeiten in den Bereichen Rundfunk, Journalismus, Presseattachés und Filmzensur sowie die Verwaltung von Tourismus, Museen, Theaterproduktionen und Volkskultur. Es galt als Vorbild für das französische Modell, war aber auch von den Experimenten verschiedener Ostblockländer mit zentralisierter Kulturproduktion und -verbreitung geprägt. Das Ministerium wurde 1958 von Präsident Gamal Abdel Nasser in Ministerium für Kultur und nationale Führung umbenannt.
Während des Regimes von Präsident Anwar as-Sadat wurde das Ministerium mehrfach umbenannt und umstrukturiert. Im ersten Kabinett im Oktober 1970 gab es ein Ministerium für Kultur mit Tharwat Okasha und ein separates Ministerium für nationale Führung mit Mohamed Fayek. Innerhalb eines Monats wurde der Kulturminister durch Badr Al Din Abu Ghazi ersetzt, und das Ministerium für nationale Führung wurde in Informationsministerium umbenannt, mit demselben Minister. Nach einigen weiteren Monaten, im Mai 1971, löste Ismail Ghamem Abu Ghazi ab. Im Jahr 1979 war es das Ministerium für Kultur und Information (während der Amtszeit von Mansour Hassan).
Unter dem Mubarak-Regime wurde es 1982 in das Staatsministerium für Kultur umgewandelt, wobei das Informationsressort erneut in ein eigenes Ministerium ausgegliedert wurde.

## Verbundene Agenturen
- Oberster Rat für Kultur
- Allgemeine Ägyptische Buchorganisation
- Nationalbibliothek und Archive (Dar al-Kutub)
- Allgemeine Behörde für Kulturpaläste
- Kairoer Opernhaus
- Ägyptische Kunstakademie
- Abteilung für angewandte Kunst
- Sektor der schönen Künste
- Fonds für kulturelle Entwicklung
- Die Buch- und Verlagskommission

## Veranstaltungen
Das Ministerium entsendet häufig Delegationen zu Veranstaltungen. Im Jahr 2015 nahm das Ministerium an Veranstaltungen in Doha, Katar, teil. Im November 2018 nahm das Ministerium am zweiten jährlichen Musikfestival auf Korsika teil.

## Kritik
Im Januar 2001 wurde das ägyptische Kulturministerium kritisiert, weil es drei Romane mit homoerotischen Gedichten des bekannten klassischen arabischen Dichters Abu Nuwas aus dem 8. Jahrhundert aus dem Verkehr gezogen hatte.

## Minister
Minister für Kultur waren:
- Fathi Radwan, 26. Juni 1958 – 7. Oktober 1958
- Tharwat Okasha, 7. Oktober 1958 – 27. September 1962 und 10. September 1966 – 18. November 1970
- Mohammed Abdul Qader, 27. September 1962 – 25. März 1965
- Suleiman Huzayyin, 1. Oktober 1965 – 10. September 1966
- Badr Al Din Abu Ghazi, 18. November 1970 – 14. Mai 1971
- Ismail Ghanem, 14. Mai 1971 – 19. September 1971
- Yusuf Sibai, 27. März 1973 – 19. März 1976
- Gamal Al 'atifi, 19. März 1976 – 3. Februar 1977
- Abdel Moneim El Sawy, 3. Februar 1977 – 5. Oktober 1978
- Mansour Hassan, 19. Juni 1979 – 23. Juni 1981
- Mohammed Abdel-Hamid Radwan, 22. September 1981 – 4. September 1985
- Ahmed Heikal, 5. September 1985 – 12. Oktober 1987
- Farouk Hosny, 12. Oktober 1987 – 28. Januar 2011
- Gaber Asfour, 21. Januar 2011 – 9. Februar 2011 Juli 2014 – März 2015
- Mohamed Assawi, 22. Februar 2011 – 3. März 2011
- Emad Abu Ghazi, 7. März 2011 – 20. November 2011
- Shaker Abdel Hamid, 7. Dezember 2011 – 20. April 2012
- Saber al-Arab, April 2012 – Juli 2014
- Abdel Wahed Al-Nabawi, März 2015 – August 2015
- Helmi Al-Namnam, August 2015 – Januar 2018
- Ines Abdel-Dayem, Januar 2018[9] – August 2022[10]
- Nevine Al-Kilani, August 2022 –